# Freddy Montaña Cadena
Freddy Emir Montaña Cadena (Aquitania, departament de Boyacá, 23 de novembre de 1982) és un ciclista colombià, professional des del 2007 i actualment a l'equip EPM.

## Palmarès
- 2009
  - Vencedor d'una etapa a la Volta a Lleó
- 2010
  - Vencedor d'una etapa al Clásico RCN
- 2011
  - Vencedor d'una etapa a la Volta a Colòmbia
  - Vencedor d'una etapa a la Volta a Costa Rica
- 2012
  - Vencedor d'una etapa a la Volta al Món Maia
- 2013
  - 1r a la Volta a l'Equador
  - Vencedor d'una etapa a la Volta a Colòmbia